# Cantonul Juvigny-sous-Andaine
Cantonul Juvigny-sous-Andaine este un canton din arondismentul Alençon, departamentul Orne, regiunea Basse-Normandie, Franța.

## Comune
| Comune                    | Populație (1999) | Cod poștal | Cod INSEE |
| ------------------------- | ---------------- | ---------- | --------- |
| Bagnoles-de-l'Orne        | ...              | 61140      | 61483     |
| La Baroche-sous-Lucé      | ...              | 61330      | 61025     |
| Beaulandais               | ...              | 61140      | 61033     |
| La Chapelle-d'Andaine     | ...              | 61140      | 61096     |
| Geneslay                  | ...              | 61140      | 61186     |
| Haleine                   | ...              | 61410      | 61200     |
| Juvigny-sous-Andaine      | ...              | 61140      | 61211     |
| Loré                      | ...              | 61330      | 61235     |
| Lucé                      | ...              | 61330      | 61239     |
| Perrou                    | ...              | 61700      | 61326     |
| Saint-Denis-de-Villenette | ...              | 61330      | 61380     |
| Sept-Forges               | ...              | 61330      | 61469     |
| Tessé-Froulay             | ...              | 61410      | 61482     |